# 切·格瓦拉 (话剧)
《切·格瓦拉》是中国剧作家张广天、黄纪苏创作的一部话剧，于2000年4月12日—5月20日在北京首演。

## 简介
该剧以享誉国际的共产主义战士、拉丁美洲革命家切·格瓦拉的生平事迹为线索，对革命者浴血换来的新世界正经历的种种变化进行了反思。该剧并非以人物故事为基本叙事线索的写实剧，而是一出具有表现主义特征、着眼于主观表达的史诗剧。它以切·格瓦拉生平一些重要片段为载体，抒发了创作者对当前时代某些重大话题的感受和思考。
该剧首演后，在社会上激起了较大的反响，并被评为当年“中国知识界十大事件之一”。随后，剧组应邀到河南、广州、上海巡演。社会各界，尤其是思想文化界，对剧中提出的一些问题展开了热烈的讨论。2005年5月下旬，韩国光州艺术节邀请剧组前往演出。

## 评价
新浪网的一篇文章评价说：“《切·格瓦拉》以出人意表的形式，造了资本主义全球化意识形态的反，为人民革命，为被压迫者行使反抗的权利，恢复了名誉。它在资产阶级意识形态的坚壁上撕开了一道裂口，让我们呼吸到未来的、解放的气息”。
2000年4月26日，古巴驻华大使馆的人员在北京观看《切·格瓦拉》的首轮演出。演出结束后，古巴驻华大使阿尔韦托·罗德里格斯·阿鲁菲对观众和剧组发表了演讲，他说：“1997年，格瓦拉的遗骸被迎回古巴，是对我们事业的一次增援；而你们的成功演出，在当今的环境里，是对人类整个自由解放事业的增援。”